# Nule
Nule (sardinski: Nule) je grad i općina (comune) u pokrajini Sassariju u regiji Sardiniji, Italija. Nalazi se na nadmorskoj visini od 650 metara i ima 1 380 stanovnika.
 Prostire se na 51,95 km². Gustoća naseljenosti je 27 st/km².
Susjedne općine su: Benetutti, Bitti, Orune, Osidda i Pattada.